# Flame Meillandina
'Flame Meillandina' est un cultivar de rosier miniature obtenu par Jacques Mouchotte pour la maison Meilland avant 2005. Il se caractérise par ses fleurs bicolores. Il est idéal pour les bordures, les balcons et terrasses, ainsi que les potées, comme tous les rosiers miniatures.

## Description
'Flame Meillandina' présente des fleurs en coupe de 5 cm de diamètre (70 pétales), ce qui est relativement gros pour des rosiers miniatures, et dont le cœur est jaune vif, tandis que le pourtour est vermillon ou carmin. Elles ne sont pas parfumées. Le buisson érigé jusqu'à 25-30 cm porte un feuillage dense et vert clair.
Ce cultivar est remontant et offre une bonne résistance aux maladies. Il préfère les situations ensoleillées. Sa zone de rusticité est 5b, il supporte donc les hivers froids si son pied est protégé.
'Flame Meillandina' est issu de semis MEItomkin x pollen (SAValife x MEIvoufal).